# Monteprandone
Monteprandone – miejscowość i gmina we Włoszech, w regionie Marche, w prowincji Ascoli Piceno. W styczniu 2009 gminę zamieszkiwały 11 784 osoby przy gęstości zaludnienia 446,7 os./1 km².

## Położenie
Miasto znajduje się na zachód od San Benedetto del Tronto, w odległości 5 km od Adriatyku, na wzniesieniu stanowiącym część niewysokiego łańcucha wzgórz dzielącego dolinę strumienia Ragnola (na północy) od doliny rzeki Tronto (na południu).
Jedyne osiedle-przedmieście zależne od gminy to Centobuchi, które znajduje się przy dawnej Via Salaria. Osiedle to znacznie rozbudowano w ostatnich latach, podobnie jak miało to miejsce we wszystkich osiedlach peryferyjnych wzdłuż Via Salaria: od San Benedetto del Tronto ku stolicy prowincji, tzn. Ascoli Piceno. Monteprandone znajduje się w odległości 20 km od Ascoli Piceno.

## Historia
Pierwsza wzmianka o Monteprandone występuje w dokumencie z 1039, w którym niejaki Longino razem z Guido Massaro ofiarowali osadę i kościół pod wezwaniem św. Mikołaja z Bari klasztorowi Santa Maria di Frafa w Sabinie. Mieszkańcy miasta w 1292 zadecydowali o poproszeniu o protektorat Ascoli. Związek z Ascoli stał się jeszcze silniejszy dzięki wydanej 13 maja 1323 bulli papieża Jana XXII, w której zadecydowano o budowie portu w Montecretaccio (Porto d'Ascoli).
Na przełomie XIV i XV wieku do struktury miasta włączone zostały kolejne trzy wzgórza: Montetinello, Monterone oraz Monticelli. W ten sposób miasto znajdowało się na pięciu wzgórzach, które w sposób symboliczny zostały zaprezentowane na jego herbie.
W 1935 dekret królewski odłączył od Monteprandone Porto D'Ascoli. Było to odpowiedzią na postulaty mieszkańców tego ostatniego.

## Nazwa miasta
Zgodnie z miejscową legendą zamek w Monteprandone został wzniesiony w IX wieku przez rycerza francuskiego na służbie Karola Wielkiego. Rycerz ten miał nazywać się Brandone lub Prandone. Stąd nazwa zamku i pierwotnej osady.

## Zabytki
Ze względu na wielowiekową historię miasta na jego terenie znajduje się kilka zabytków, które włoskie przewodniki określają mianem godnych zobaczenia. Poza zachowaną częścią murów z XIV–XV wieku, należą do nich przede wszystkim miejsca kultu chrześcijańskiego; Monteprandone było jednym z miast Państwa Kościelnego.

### Kościół San Nicola de Bari
Pierwotny kościół zapewne średniowieczny uległ w ciągu wieków licznym przebudowom. W 1808 otrzymał swą formę w stylu neoklasycznym według projektu architekta Pietro Maggi. W kościele przechowywany jest krucyfiks z XIV wieku.

### Kościół Santa Maria delle Grazie
Znajduje się w odległości 1,5 km od centrum miasta. Jest częścią kompleksu klasztoru franciszkańskiego wzniesionego w roku 1449 z inicjatywy św. Jakuba z Marchii, którego relikwie przechowywane są w jednej z bocznych kaplic kościoła (nowy sarkofag autorstwa Piero Casentiniego). Zgodę na budowę nowego klasztoru otrzymano wraz z bullą papieża Mikołaja V z 22 sierpnia 1449. W świątyni znajduje się czternastowieczny tryptyk oraz obrazy autorstwa Vincenzo Pagani, Cola d'Amatrice i Durante Nobili. W klasztorze udostępniony jest zwiedzającym szesnastowieczny dziedziniec z 25 freskami autorstwa Emidio Tegli z 1848 przedstawiającymi życie i cuda św. Jakuba z Marchii. W jednej z sal przylegających do dziedzińca otwarto muzeum, w którym przechowywane są pamiątki po świętym, m.in. jego habity, kielich (użyto go przy próbie otrucia), krucyfiks i autentyczna pieczęć.

## Kultura
Miasto posiada wartościową bibliotekę, na którą składają się kodeksy i woluminy będące kiedyś częścią księgozbioru podarowanego miejscowemu klasztorowi franciszkańskiemu przez św. Jakuba z Marchii. Z liczącego kiedyś 700 tomów zbioru zachowała się do dzisiaj tylko niewielka część (m.in. kodeks z IX-X wieku, 54 kodeksów z XIV-XV wieku). Biblioteka ma swoją siedzibę w magistracie – Palazzo Comunale.

## Święta i obchody
- W pierwszych dniach sierpnia obchodzone jest święto pieczonych oliwek, lokalnego specjału
- 28 listopada obchodzi się uroczystość św. Jakuba z Marchii, patrona miasta i regionu

## Znane osoby pochodzące z Monteprandone
- Św. Jakub z Marchii – franciszkanin, święty katolicki, cudotwórca
- Carlo Allegretti – malarz
- Stanislao Loffreda – archeolog, ceramolog, palestynolog, poeta

## Ekonomia
W mieście i okolicy występują tradycyjna produkcja i przetwórstwo rolne, głównie oliwki i wino. Na przedmieściach – Centobuchi – rozwija się przemysł, przede wszystkim w ostatnich 30 latach (m.in. produkcja helikopterów i instalacji łazienkowych).